# Paul Sturrock
Paul Whitehead „Luggy“ Sturrock (* 10. Oktober 1956 in Ellon) ist ein ehemaliger schottischer Fußballspieler und -trainer. Als Stürmer verbrachte er seine gesamte aktive Profilaufbahn zwischen 1974 und 1989 bei Dundee United und gewann dort im Jahr 1983 die schottische Meisterschaft, nachdem er zuvor in den Spielzeiten 1979/80 und 1980/81 jeweils den Ligapokal errungen hatte. Darüber hinaus absolvierte er 20 A-Länderspiele für die schottische Nationalmannschaft und war Teil des Kaders der WM-Endrunde 1982 in Spanien und der WM-Endrunde 1986 in Mexiko. In Mexiko kam er in zwei Gruppenspielen zum Einsatz, nachdem er bei der WM-Endrunde zuvor unberücksichtigt geblieben war. Sein Sohn Blair wurde später ebenfalls Profifußballer.

## Sportlicher Werdegang

### Aktive Vereinskarriere
Sturrock wurde im schottischen Nordosten in Ellon geboren und wuchs in Pitlochry auf. Dort spielte er Fußball für den Amateurklub Grandtully Vale, bevor er sich im Jahr 1972 dem nahegelegenen Klub Vale of Atholl anschloss, der in der regionalen Perthshire Amateur First Division spielte. Dort machte er als Stürmer auf sich aufmerksam, als er im Verlauf der Saison 1972/73 etwa 100 Tore schoss und so zur folgenden Spielzeit 1973/74 zu Bankfoot Athletic weiterzog. Dort steuerte er 52 Tore zum Gewinn der Vizemeisterschaft in der nationalen Nachwuchsliga Scottish Junior FA First Division bei. Spätestens danach war der Sprung zu einem schottischen Profiverein absehbar. Er hatte Probetrainingseinheiten bei Greenock Morton und dem FC St. Johnstone, wurde aber Anfang Juli 1974 stattdessen von Dundee United, das von Jim McLean trainiert wurde, unter Vertrag genommen. Noch vor seinem 18. Geburtstag debütierte er am 18. September 1974 in einem Spiel des Europapokals der Pokalsieger gegen Jiul Petroșani aus Rumänien und ließ am 28. Dezember 1974 sein Erstligadebüt per Einwechslung gegen den FC Motherwell folgen. Insgesamt bestritt er noch 12 weitere Meisterschaftsspiele (davon neun von Beginn an) und schoss sechs Tore in der Saison 1974/75 – die ersten beiden Treffer waren ihm beim 2:2 gegen die Glasgow Rangers gelungen. Seinen Durchbruch feierte Sturrock in der Spielzeit 1976/77, als er mit 17 Toren in 43 Pflichtspielen zum Top-Torjäger von Dundee United avancierte.
Die erste Trophäe in seiner Karriere gewann Sturrock im Dezember 1979 im Ligapokal über einen 3:0-Finalsieg gegen den FC Aberdeen im Wiederholungsspiel, nachdem die erste Partie torlos geendet hatte. Hier traf Sturrock zum Endstand, nachdem zuvor Willie Pettigrew mit einem Doppelschlag für den 2:0-Zwischenstand gesorgt hatte. Im Jahr darauf verteidigte Sturrock mit Dundee United den Ligapokal und Sturrock war der „Mann des Spiels“ in seinem 250. Einsatz. Gegen den Lokalrivalen FC Dundee schoss die Sturrock letzten beiden Tore zum 3:0, nachdem er zum ersten Treffer von Davie Dodds den Assist geliefert hatte. In der Folgezeit etablierte sich das Team von McLean an der schottischen Spitze und machte dazu im europäischen Fußball auf sich aufmerksam. In der Saison 1982/83 gewann Sturrock mit dem Klub die erste Meisterschaft in der Vereinsgeschichte und sicherte sich den Titel mit einem Sieg gegen den FC Dundee. Im Jahr darauf erreichte Dundee United das Halbfinale im Europapokal der Landesmeister und scheiterte dort an der AS Rom. Drei Jahre später zog Sturrock ins Endspiel des UEFA-Pokals ein, nachdem zuvor der FC Barcelona und Borussia Mönchengladbach besiegt worden waren. Im Finale unterlag Dundee dem IFK Göteborg und zwischen den beiden Endspielpartien hatte Sturrock noch im Endspiel des schottischen Pokals gestanden. Dort wurde Dundee United mit 1:0 vom FC St. Mirren geschlagen. Zwei Jahre später beendete er seine Karriere im Alter von 32 Jahren verletzungsbedingt. Insgesamt hatte Sturrock 575 Pflichtspiele für Dundee United bestritten und 171 Tore geschossen.

### Trainerkarriere
Im Jahr 1993 wurde Sturrock Trainer des schottischen Erstligisten FC St. Johnstone. Er konnte den Abstieg in der Saison 1993/94 nicht verhindern und tat sich auch fortan schwer, den Wendepunkt in der Zweitklassigkeit einzuleiten. Tiefpunkt war ein 0:4 im schottischen Pokal gegen den FC Stenhousemuir und während einer Liga-Partie in der Spielzeit 1995/96 gegen seinen Ex-Klub Dundee United kollabierte er auf der Trainerbank und musste ins Krankenhaus eingewiesen werden. Nach seiner Genesung führte Sturrock die „Saints“ in der Saison 1996/97 überlegen mit 20 Punkten Abstand auf den Zweitplatzierten zurück in die höchste schottische Spielklasse. Dort gelang ihm mit Platz 5 in der Spielzeit 1997/98 ein Achtungserfolg in der oberen Tabellenhälfte. Im September 1998 übernahm Sturrock die Cheftrainerrolle bei seinem Ex-Klub Dundee United. Nach einem guten Start in die Saison 1998/99 tat sich die Mannschaft im weiteren Verlauf schwer. Vor allem der Abgang von Billy Dodds konnte nur schlecht kompensiert werden und nach zwei Partien in der Spielzeit 2000/01 trat Sturrock von seinem Posten zurück.
Sturrock schloss sich in England dem Viertligisten Plymouth Argyle an, der sich in den unteren Tabellenregionen bewegte. Er sorgte nach Wechseln in der Vereinsführung für weitgehende Kaderänderungen und war damit derart erfolgreich, dass er die „Pilgrims“ in der Saison 2001/02 zur überlegenen Meisterschaft mit der Rekordzahl von 102 Punkten führte. Als sich Sturrock knapp zwei Jahre später auf dem Weg zum nächsten Aufstieg in die Zweitklassigkeit befand, zog er im März 2004 weiter (bei noch zwölf ausstehenden Spielen von Plymouth) zum Erstligisten FC Southampton. Für die Leistungen in Plymouth wurde Sturrock später als bester Trainer in der Vereinsgeschichte gewählt.
In Southampton folgte Sturrock Gordon Strachan als Cheftrainer nach. Seine kurzlebige Amtszeit stand jedoch unter keinem guten Stern und bereits im August 2004 verließ Sturrock den Klub in „stillschweigendem Einvernehmen“. Vorausgegangen war ein abrupter Formverlust der Mannschaft und Gerüchten zufolge weitgehende Unzufriedenheit mit Sturrocks Trainer-Leistung von Seiten einiger Spieler und in der Klubführung. Die „Saints“ stiegen letztlich in der Spielzeit 2004/05 als Tabellenletzter ab. Bereits Ende September 2004 hatte Sturrock da schon mit dem Drittligisten Sheffield Wednesday einen neuen Verein gefunden. Dort hatte er ein „glückliches Händchen“, führte den Klub in die Play-offs und sorgte dort im Finale mit dem Finalsieg gegen Hartlepool United für den Aufstieg in die Zweitklassigkeit. In der Football League Championship gelang ihm zunächst ein komfortabler Klassenerhalt mit zehn Punkten Abstand zu den Abstiegsplätzen, bevor ein schwacher Start in die Saison 2006/07 für Gerüchte ob einer bevorstehenden Entlassung sorgten. Diesen stellte sich die Vereinsführung entgegen und stattete Sturrock im September 2006 mit einem neuen Vierjahresvertrag aus. Dieses Bekenntnis hielt nur fünf Wochen, nachdem die Mannschaft zwar mittlerweile das Tabellenschlusslicht abgegeben hatte, sich aber weiterhin in den unteren Tabellenregionen wiederfand. Im November 2006 wurde Sturrock Nachfolger des Trainerteams Dennis Wise und Gustavo Poyet beim Viertligisten Swindon Town. Wie bei seinen beiden vorherigen Stationen gelang ihm auch Swindon direkt der Aufstieg, bevor er nach einem relativ guten Start in die Drittligasaison 2007/08 Ende November 2007 dem Ruf seines Ex-Klubs aus Plymouth folgte.
Auf Anhieb führte Sturrock Plymouth auf den zehnten Rang in der zweiten Liga, was die höchste Platzierung des Klubs in den zurückliegenden 20 Jahren darstellte. Die Form ließ jedoch in der anschließenden Saison 2008/09 nach und der Klassenerhalt gelang nur knapp. Im Dezember 2009 wurde Sturrock von seinen Traineraufgaben entbunden und wechselte stattdessen in eine beratende Funktionärsposition. Plymouth Argyle stand finanziell zunehmend unter Beschuss und Sturrock verließ den Klub im April 2010 – vordergründig, um ein neues Traineramt ausüben zu können.
Dieses fand er im Juli 2010 beim Viertligisten Southend United, der zeitweilig in der Vorbereitung zur Saison 2010/11 als Drittligaabsteiger nur fünf Profikaderspieler zur Verfügung hatte. In Anbetracht der widrigen Umstände war der Mittelfeldplatz in Sturrocks erstem Jahr ein Achtungserfolg und während der folgenden Spielzeit 2011/12 war der Klub für einen längeren Zeitraum Tabellenführer. Für diese Errungenschaft wurde Sturrock im September 2011 zum „Trainer des Monats“ in der Football League ausgezeichnet. Trotz Erreichens der Playoff-Spiele misslang der Aufstieg in die dritte Liga und in der Spätphase der durchwachsenen Spielzeit 2012/13 wurde Sturrock im März 2013 entlassen. Das vereinsseitige Angebot, dass Sturrock die Mannschaft zum Finale der Football League Trophy aufs Feld führen durfte, lehnte er ab. Nach gerade einmal vier Tagen als Berater des Fünftligisten Torquay United nahm er beim Drittligisten Yeovil Town im April 2015 sein letztes Trainerengagement an. Den Abstieg als Tabellenletzter konnte er jedoch nicht mehr abwenden und nach einem schwachen Start in die Saison 2015/16 endete im Dezember 2015 auch dieses Intermezzo.

### Schottische Nationalmannschaft
Nachdem Sturrock bereits seit Ende der 1970er-Jahre für die U21-Auswahl gespielt hatte, debütierte er am 16. Mai 1981 für die schottische A-Nationalmannschaft am 16. Mai 1984 gegen Wales (0:2). Gut ein halbes Jahr später erzielte er sein erstes Länderspieltor bei der 1:2-Niederlage in der WM-Qualifikation gegen Portugal. Insgesamt bestritt Sturrock 20 A-Länderspiele und schoss drei Tore. Sein letzter Einsatz war am 1. April 1987 gegen Belgien (1:4). Er war Teil des schottischen Kaders bei zwei WM-Endrunden – beim Turnier 1982 in Spanien und bei der WM-Endrunde 1986 in Mexiko. In Mexiko kam er in zwei Gruppenspielen zum Einsatz, nachdem er bei der WM-Endrunde zuvor unberücksichtigt geblieben war.

### Neben und nach dem Profifußball
Nach seinem Rückzug von dem Profifußball kehrte Sturrock in seiner südwestenglische Wahlheimat zurück und war weiter aktiv im lokalen Amateurfußball. Hier beriet der das unterklassige Plymouth Parkway und begann als Kolumnenschreiber für den regionalen Plymouth Evening Herald.
Im März 2018 übernahm Sturrock für seinen Ex-Klub Dundee United die Aufgabe des Chef-Scouts in England und wurde kurz darauf offizieller Teil des Trainerstabs. Im Verlauf der Saison 2018/19 verließ er Dundee wieder.

## Persönliches
Bei den Anhängern war Sturrock als „Luggy“ bekannt, nach dem schottischen Wort „Lugs“ für „Ohren“. Im Juli 2008 verkündete er, dass er an einer milden Form der Parkinson-Krankheit leide. Sein im August 1981 geborener Sohn Blair schlug ebenfalls eine Karriere als Profifußballer ein.

## Titel/Auszeichnungen
- Schottlands Fußballer des Jahres (1): 1981/82 (Journalisten-Wahl)
- Schottische Meisterschaft (1): 1982/83
- Schottischer Ligapokal (2): 1979/80, 1980/81
- Rous Cup (1): 1985
- Scottish Football Hall of Fame: 2019